# Liste der Nummer-eins-Hits in Dänemark (2004)
Dies ist eine Liste der Nummer-eins-Hits in Dänemark im Jahr 2004. Sie basiert auf den offiziellen Album Top-40 und Single Top-20, die im Auftrag von IFPI Danmark erstellt werden. Es gab in diesem Jahr 14 Nummer-eins-Singles und 21 Nummer-eins-Alben.

## Singles
| ← 2003 ← | Liste der Nummer-eins-Hits in Dänemark | Liste der Nummer-eins-Hits in Dänemark | Liste der Nummer-eins-Hits in Dänemark | 2005 →                    |
| \| Zeitraum \| Wo. ges. \| Interpret \| Titel Autor(en) \| Zusätzliche Informationen \| \| (Zeitraum, Wochen auf Platz eins, Interpret, Titel, Autor[en], zusätzliche Informationen) \| \| \| \| \| \| ----------------------------------------------------------------------------------------- \| -------- \| ------------------------------ \| ------------------------------------------------------------------------------------------------------------------------------------------------------------------------------------- \| ------------------------- \| \| 28. November 2003 – 22. Januar 2004 8 Wochen \| 8 \| Maria Lucia \| Taking Back My Heart Dan Laustsen, Christina Undhjem, Josh, Martin Michael Larsson, Lars H. Jensen \| – \| \| 23. Januar 2004 – 25. März 2004 9 Wochen \| 9 \| Kevin Lyttle \| Turn Me On Arnold Walker Hennings, Lescott Kevin Lyttle, Courtney Douglas Sills, Daron Tavaris Jones, Michael Marcel Keith, Quinnes Daymond Parker, Marvin E. Scandrick, Raeon Primus \| – \| \| 26. März 2004 – 15. April 2004 3 Wochen \| 3 \| Usher feat. Ludacris & Lil Jon \| Yeah! James Elbert Phillips, La Marquis Jefferson, Jonathan H. Smith, Patrick Michael Smith, Christopher Brian Bridges, Sean Garrett \| – \| \| 16. April 2004 – 29. April 2004 2 Wochen (insgesamt 3) \| 3 \| Eamon \| F**k It (I Don’t Want You Back) Jonathan Eamon Doyle, Mark Passy, Kirk S. Robinson \| – \| \| 30. April 2004 – 6. Mai 2004 1 Woche (insgesamt 5) \| 5 \| Erann DD \| When You Hold Me Musik: Erann David Drori; Text: Erann David Drori, Joshua Stander \| – \| \| 7. Mai 2004 – 13. Mai 2004 1 Woche (insgesamt 3) \| 3 \| Eamon \| F**k It (I Don’t Want You Back) Jonathan Eamon Doyle, Mark Passy, Kirk S. Robinson \| – \| \| 14. Mai 2004 – 10. Juni 2004 4 Wochen (insgesamt 5) \| 5 \| Erann DD \| When You Hold Me Musik: Erann David Drori; Text: Erann David Drori, Joshua Stander \| – \| \| 11. Juni 2004 – 26. August 2004 11 Wochen \| 11 \| Drengene fra Angora \| Team Easy On Esben Pretzman, Rune Tolsgaard, Simon Kvamm, Jesper Rofelt \| – \| \| 27. August 2004 – 2. September 2004 1 Woche \| 1 \| O-Zone \| Dragostea din tei Dan Mihai Bălan \| – \| \| 3. September 2004 – 21. Oktober 2004 7 Wochen \| 7 \| The Loft \| City of Dreams Martin Bøge Pedersen, Jakob Weise Hellum, Henrik Lund \| – \| \| 22. Oktober 2004 – 28. Oktober 2004 1 Woche \| 1 \| Robbie Williams \| Radio Robbie Williams, Stephen Duffy \| – \| \| 29. Oktober 2004 – 4. November 2004 1 Woche \| 1 \| Depeche Mode \| Enjoy the Silence Martin Lee Gore \| – \| \| 5. November 2004 – 11. November 2004 1 Woche (insgesamt 2) \| 2 \| Brian McFadden \| Real to Me Brian McFadden, Guy Antony Chambers \| – \| \| 12. November 2004 – 18. November 2004 1 Woche \| 1 \| Eminem \| Just Lose It Marshall B. Mathers, André Romell Young, Michael A. Elizondo Jr., Mark Batson, Che Pope \| – \| \| 19. November 2004 – 2. Dezember 2004 2 Wochen \| 2 \| U2 \| Vertigo Adam Clayton, Larry Mullen, David Evans, Paul David Hewson \| – \| \| 3. Dezember 2004 – 9. Dezember 2004 1 Woche (insgesamt 2) \| 2 \| Brian McFadden \| Real to Me Brian McFadden, Guy Antony Chambers \| – \| \| 10. Dezember 2004 – 13. Januar 2005 5 Wochen \| 5 \| Band Aid 20 \| Do They Know It’s Christmas? Bob Geldof, Midge Ure \| – \| |                                        |                                        | |                           |
| ← 2003 |                                        |                                        | | → 2005 →                  |
| Zeitraum | Wo. ges.                               | Interpret                              | Titel Autor(en) | Zusätzliche Informationen |
| (Zeitraum, Wochen auf Platz eins, Interpret, Titel, Autor[en], zusätzliche Informationen) |                                        |                                        | |                           |
| 28. November 2003 – 22. Januar 2004 8 Wochen | 8                                      | Maria Lucia                            | Taking Back My Heart Dan Laustsen, Christina Undhjem, Josh, Martin Michael Larsson, Lars H. Jensen                                                                                    | –                         |
| 23. Januar 2004 – 25. März 2004 9 Wochen | 9                                      | Kevin Lyttle                           | Turn Me On Arnold Walker Hennings, Lescott Kevin Lyttle, Courtney Douglas Sills, Daron Tavaris Jones, Michael Marcel Keith, Quinnes Daymond Parker, Marvin E. Scandrick, Raeon Primus | –                         |
| 26. März 2004 – 15. April 2004 3 Wochen | 3                                      | Usher feat. Ludacris & Lil Jon         | Yeah! James Elbert Phillips, La Marquis Jefferson, Jonathan H. Smith, Patrick Michael Smith, Christopher Brian Bridges, Sean Garrett                                                  | –                         |
| 16. April 2004 – 29. April 2004 2 Wochen (insgesamt 3) | 3                                      | Eamon                                  | F**k It (I Don’t Want You Back) Jonathan Eamon Doyle, Mark Passy, Kirk S. Robinson | –                         |
| 30. April 2004 – 6. Mai 2004 1 Woche (insgesamt 5) | 5                                      | Erann DD                               | When You Hold Me Musik: Erann David Drori; Text: Erann David Drori, Joshua Stander | –                         |
| 7. Mai 2004 – 13. Mai 2004 1 Woche (insgesamt 3) | 3                                      | Eamon                                  | F**k It (I Don’t Want You Back) Jonathan Eamon Doyle, Mark Passy, Kirk S. Robinson | –                         |
| 14. Mai 2004 – 10. Juni 2004 4 Wochen (insgesamt 5) | 5                                      | Erann DD                               | When You Hold Me Musik: Erann David Drori; Text: Erann David Drori, Joshua Stander | –                         |
| 11. Juni 2004 – 26. August 2004 11 Wochen | 11                                     | Drengene fra Angora                    | Team Easy On Esben Pretzman, Rune Tolsgaard, Simon Kvamm, Jesper Rofelt | –                         |
| 27. August 2004 – 2. September 2004 1 Woche | 1                                      | O-Zone                                 | Dragostea din tei Dan Mihai Bălan | –                         |
| 3. September 2004 – 21. Oktober 2004 7 Wochen | 7                                      | The Loft                               | City of Dreams Martin Bøge Pedersen, Jakob Weise Hellum, Henrik Lund | –                         |
| 22. Oktober 2004 – 28. Oktober 2004 1 Woche | 1                                      | Robbie Williams                        | Radio Robbie Williams, Stephen Duffy | –                         |
| 29. Oktober 2004 – 4. November 2004 1 Woche | 1                                      | Depeche Mode                           | Enjoy the Silence Martin Lee Gore | –                         |
| 5. November 2004 – 11. November 2004 1 Woche (insgesamt 2) | 2                                      | Brian McFadden                         | Real to Me Brian McFadden, Guy Antony Chambers | –                         |
| 12. November 2004 – 18. November 2004 1 Woche | 1                                      | Eminem                                 | Just Lose It Marshall B. Mathers, André Romell Young, Michael A. Elizondo Jr., Mark Batson, Che Pope                                                                                  | –                         |
| 19. November 2004 – 2. Dezember 2004 2 Wochen | 2                                      | U2                                     | Vertigo Adam Clayton, Larry Mullen, David Evans, Paul David Hewson | –                         |
| 3. Dezember 2004 – 9. Dezember 2004 1 Woche (insgesamt 2) | 2                                      | Brian McFadden                         | Real to Me Brian McFadden, Guy Antony Chambers | –                         |
| 10. Dezember 2004 – 13. Januar 2005 5 Wochen | 5                                      | Band Aid 20                            | Do They Know It’s Christmas? Bob Geldof, Midge Ure | –                         |

## Alben
| ← 2003 ← | Liste der Nummer-eins-Hits in Dänemark | Liste der Nummer-eins-Hits in Dänemark | Liste der Nummer-eins-Hits in Dänemark  | 2005 →                    |
| \| Zeitraum \| Wo. ges. \| Interpret \| Titel \| Zusätzliche Informationen \| \| (Zeitraum, Wochen auf Platz eins, Interpret, Titel, zusätzliche Informationen) \| \| \| \| \| \| ------------------------------------------------------------------------------ \| -------- \| -------------------------- \| --------------------------------------- \| ------------------------- \| \| 21. November 2003 – 8. Januar 2004 7 Wochen (insgesamt 11) \| 11 \| Kim Larsen & Kjukken \| 7–9–13 \| – \| \| 9. Januar 2004 – 15. Januar 2004 1 Woche (insgesamt 2) \| 2 \| Gasolin’ \| The Black Box \| – \| \| 16. Januar 2004 – 22. Januar 2004 1 Woche (insgesamt 11) \| 11 \| Kim Larsen & Kjukken \| 7–9–13 \| – \| \| 23. Januar 2004 – 29. Januar 2004 1 Woche (insgesamt 2) \| 2 \| Gasolin’ \| The Black Box \| – \| \| 30. Januar 2004 – 19. Februar 2004 3 Wochen (insgesamt 11) \| 11 \| Kim Larsen & Kjukken \| 7–9–13 \| – \| \| 20. Februar 2004 – 11. März 2004 3 Wochen \| 3 \| Norah Jones \| Feels Like Home \| – \| \| 12. März 2004 – 25. März 2004 2 Wochen \| 2 \| Swan Lee \| Swan Lee \| – \| \| 26. März 2004 – 8. April 2004 2 Wochen \| 2 \| George Michael \| Patience \| – \| \| 9. April 2004 – 29. April 2004 3 Wochen \| 3 \| Anastacia \| Anastacia \| – \| \| 30. April 2004 – 3. Juni 2004 5 Wochen \| 5 \| Thomas Helmig \| El Camino \| – \| \| 4. Juni 2004 – 10. Juni 2004 1 Woche \| 1 \| Runrig \| 30 Year Yourney – The Best \| – \| \| 11. Juni 2004 – 1. Juli 2004 3 Wochen \| 3 \| Vikingarna \| Bästa kramgoa låtarna \| – \| \| 2. Juli 2004 – 8. Juli 2004 1 Woche \| 1 \| (Verschiedene Interpreten) \| På danske læber – Leonard Cohen Tribute \| – \| \| 9. Juli 2004 – 5. August 2004 4 Wochen (insgesamt 7) \| 7 \| Nephew \| USA DSB \| – \| \| 6. August 2004 – 19. August 2004 2 Wochen \| 2 \| Shakin’ Stevens \| Collectable \| – \| \| 20. August 2004 – 23. September 2004 5 Wochen \| 5 \| Big Fat Snake \| More Fire \| – \| \| 24. September 2004 – 30. September 2004 1 Woche \| 1 \| Saybia \| These Are the Days \| – \| \| 1. Oktober 2004 – 7. Oktober 2004 1 Woche \| 1 \| Allan Olsen \| Gæst \| – \| \| 8. Oktober 2004 – 28. Oktober 2004 3 Wochen \| 3 \| (Verschiedene Interpreten) \| M:G:P 2004 \| – \| \| 29. Oktober 2004 – 4. November 2004 1 Woche (insgesamt 2) \| 2 \| Drengene fra Angora \| Drengene fra Angora \| – \| \| 5. November 2004 – 11. November 2004 1 Woche \| 1 \| Leonard Cohen \| Dear Heather \| – \| \| 12. November 2004 – 18. November 2004 1 Woche \| 1 \| John Mogensen \| Samlede værker \| – \| \| 19. November 2004 – 2. Dezember 2004 2 Wochen (insgesamt 5) \| 5 \| Kim Larsen & Kjukken \| Sange fra glemmebogen - jul & nytår \| – \| \| 3. Dezember 2004 – 9. Dezember 2004 1 Woche (insgesamt 2) \| 2 \| U2 \| How to Dismantle an Atomic Bomb \| – \| \| 10. Dezember 2004 – 30. Dezember 2004 3 Wochen (insgesamt 5) \| 5 \| Kim Larsen & Kjukken \| Sange fra glemmebogen - jul & nytår \| – \| \| 31. Dezember 2004 – 6. Januar 2005 1 Woche (insgesamt 2) \| 2 \| Drengene fra Angora \| Drengene fra Angora \| – \| |                                        |                                        |                                         |                           |
| ← 2003 |                                        |                                        |                                         | → 2005 →                  |
| Zeitraum | Wo. ges.                               | Interpret                              | Titel                                   | Zusätzliche Informationen |
| (Zeitraum, Wochen auf Platz eins, Interpret, Titel, zusätzliche Informationen) |                                        |                                        |                                         |                           |
| 21. November 2003 – 8. Januar 2004 7 Wochen (insgesamt 11) | 11                                     | Kim Larsen & Kjukken                   | 7–9–13                                  | –                         |
| 9. Januar 2004 – 15. Januar 2004 1 Woche (insgesamt 2) | 2                                      | Gasolin’                               | The Black Box                           | –                         |
| 16. Januar 2004 – 22. Januar 2004 1 Woche (insgesamt 11) | 11                                     | Kim Larsen & Kjukken                   | 7–9–13                                  | –                         |
| 23. Januar 2004 – 29. Januar 2004 1 Woche (insgesamt 2) | 2                                      | Gasolin’                               | The Black Box                           | –                         |
| 30. Januar 2004 – 19. Februar 2004 3 Wochen (insgesamt 11) | 11                                     | Kim Larsen & Kjukken                   | 7–9–13                                  | –                         |
| 20. Februar 2004 – 11. März 2004 3 Wochen | 3                                      | Norah Jones                            | Feels Like Home                         | –                         |
| 12. März 2004 – 25. März 2004 2 Wochen | 2                                      | Swan Lee                               | Swan Lee                                | –                         |
| 26. März 2004 – 8. April 2004 2 Wochen | 2                                      | George Michael                         | Patience                                | –                         |
| 9. April 2004 – 29. April 2004 3 Wochen | 3                                      | Anastacia                              | Anastacia                               | –                         |
| 30. April 2004 – 3. Juni 2004 5 Wochen | 5                                      | Thomas Helmig                          | El Camino                               | –                         |
| 4. Juni 2004 – 10. Juni 2004 1 Woche | 1                                      | Runrig                                 | 30 Year Yourney – The Best              | –                         |
| 11. Juni 2004 – 1. Juli 2004 3 Wochen | 3                                      | Vikingarna                             | Bästa kramgoa låtarna                   | –                         |
| 2. Juli 2004 – 8. Juli 2004 1 Woche | 1                                      | (Verschiedene Interpreten)             | På danske læber – Leonard Cohen Tribute | –                         |
| 9. Juli 2004 – 5. August 2004 4 Wochen (insgesamt 7) | 7                                      | Nephew                                 | USA DSB                                 | –                         |
| 6. August 2004 – 19. August 2004 2 Wochen | 2                                      | Shakin’ Stevens                        | Collectable                             | –                         |
| 20. August 2004 – 23. September 2004 5 Wochen | 5                                      | Big Fat Snake                          | More Fire                               | –                         |
| 24. September 2004 – 30. September 2004 1 Woche | 1                                      | Saybia                                 | These Are the Days                      | –                         |
| 1. Oktober 2004 – 7. Oktober 2004 1 Woche | 1                                      | Allan Olsen                            | Gæst                                    | –                         |
| 8. Oktober 2004 – 28. Oktober 2004 3 Wochen | 3                                      | (Verschiedene Interpreten)             | M:G:P 2004                              | –                         |
| 29. Oktober 2004 – 4. November 2004 1 Woche (insgesamt 2) | 2                                      | Drengene fra Angora                    | Drengene fra Angora                     | –                         |
| 5. November 2004 – 11. November 2004 1 Woche | 1                                      | Leonard Cohen                          | Dear Heather                            | –                         |
| 12. November 2004 – 18. November 2004 1 Woche | 1                                      | John Mogensen                          | Samlede værker                          | –                         |
| 19. November 2004 – 2. Dezember 2004 2 Wochen (insgesamt 5) | 5                                      | Kim Larsen & Kjukken                   | Sange fra glemmebogen - jul & nytår     | –                         |
| 3. Dezember 2004 – 9. Dezember 2004 1 Woche (insgesamt 2) | 2                                      | U2                                     | How to Dismantle an Atomic Bomb         | –                         |
| 10. Dezember 2004 – 30. Dezember 2004 3 Wochen (insgesamt 5) | 5                                      | Kim Larsen & Kjukken                   | Sange fra glemmebogen - jul & nytår     | –                         |
| 31. Dezember 2004 – 6. Januar 2005 1 Woche (insgesamt 2) | 2                                      | Drengene fra Angora                    | Drengene fra Angora                     | –                         |

## Jahreshitparaden
| ← 2003 ← | Liste der Nummer-eins-Hits in Dänemark | Liste der Nummer-eins-Hits in Dänemark                   | Liste der Nummer-eins-Hits in Dänemark | 2005 →   |
| \| Singles \| Position# \| Alben \| \| -------------------------------------------------------------------------------------------------------------------------------------------------------------------------------------------------- \| --------- \| -------------------------------------------------------- \| \| Team Easy On Drengene fra Angora Esben Pretzman, Rune Tolsgaard, Simon Kvamm, Jesper Rofelt \| 1 \| Sange fra glemmebogen - jul & nytår Kim Larsen & Kjukken \| \| City of Dreams The Loft Martin Bøge Pedersen, Jakob Weise Hellum, Henrik Lund \| 2 \| Feels like Home Norah Jones \| \| When You Hold Me Erann DD Musik: Erann David Drori; Text: Erann David Drori, Joshua Stander \| 3 \| M:G:P 2004 (Verschiedene Interpreten) \| \| Dragostea din tei O-Zone Dan Mihai Bălan \| 4 \| More Fire Big Fat Snake \| \| F**k It (I Don’t Want You Back) Eamon Jonathan Eamon Doyle, Mark Passy, Kirk S. Robinson \| 5 \| Drengene fra Angora \| \| Turn Me On Kevin Lyttle Arnold Walker Hennings, Lescott Kevin Lyttle, Courtney Douglas Sills, Daron Tavaris Jones, Michael Marcel Keith, Quinnes Daymond Parker, Marvin E. Scandrick, Raeon Primus \| 6 \| 2 Nik & Jay \| \| Yeah! Usher feat. Ludacris & Lil Jon James Elbert Phillips, La Marquis Jefferson, Jonathan H. Smith, Patrick Michael Smith, Christopher Brian Bridges, Sean Garrett \| 7 \| Hits TV-2 \| \| I Don’t Wanna Know Mario Winans Michael Carlos Jones, Chauncey Lamont Hawkins, Erick S. Sermon, Parrish Joseff Smith, Nicky Ryan, Roma Shane Ryan, Mario Winans, Eithne Ní Bhraonáin \| 8 \| Swan Lee \| \| Hvor’ vi fra Verschiedene Interpreten Musik: Jakob Stavnstrup, Michael Parsberg; Text: Morten Holm-Nielsen \| 9 \| USA DSB Nephew \| \| Do They Know It’s Christmas? Band Aid 20 Bob Geldof, Midge Ure \| 10 \| Greatest Hits Robbie Williams \| |                                        |                                                          |                                        |          |
| ← 2003 |                                        |                                                          |                                        | → 2005 → |
| Singles | Position#                              | Alben                                                    |                                        |          |
| Team Easy On Drengene fra Angora Esben Pretzman, Rune Tolsgaard, Simon Kvamm, Jesper Rofelt | 1                                      | Sange fra glemmebogen - jul & nytår Kim Larsen & Kjukken |                                        |          |
| City of Dreams The Loft Martin Bøge Pedersen, Jakob Weise Hellum, Henrik Lund | 2                                      | Feels like Home Norah Jones                              |                                        |          |
| When You Hold Me Erann DD Musik: Erann David Drori; Text: Erann David Drori, Joshua Stander | 3                                      | M:G:P 2004 (Verschiedene Interpreten)                    |                                        |          |
| Dragostea din tei O-Zone Dan Mihai Bălan | 4                                      | More Fire Big Fat Snake                                  |                                        |          |
| F**k It (I Don’t Want You Back) Eamon Jonathan Eamon Doyle, Mark Passy, Kirk S. Robinson | 5                                      | Drengene fra Angora                                      |                                        |          |
| Turn Me On Kevin Lyttle Arnold Walker Hennings, Lescott Kevin Lyttle, Courtney Douglas Sills, Daron Tavaris Jones, Michael Marcel Keith, Quinnes Daymond Parker, Marvin E. Scandrick, Raeon Primus | 6                                      | 2 Nik & Jay                                              |                                        |          |
| Yeah! Usher feat. Ludacris & Lil Jon James Elbert Phillips, La Marquis Jefferson, Jonathan H. Smith, Patrick Michael Smith, Christopher Brian Bridges, Sean Garrett | 7                                      | Hits TV-2                                                |                                        |          |
| I Don’t Wanna Know Mario Winans Michael Carlos Jones, Chauncey Lamont Hawkins, Erick S. Sermon, Parrish Joseff Smith, Nicky Ryan, Roma Shane Ryan, Mario Winans, Eithne Ní Bhraonáin | 8                                      | Swan Lee                                                 |                                        |          |
| Hvor’ vi fra Verschiedene Interpreten Musik: Jakob Stavnstrup, Michael Parsberg; Text: Morten Holm-Nielsen | 9                                      | USA DSB Nephew                                           |                                        |          |
| Do They Know It’s Christmas? Band Aid 20 Bob Geldof, Midge Ure | 10                                     | Greatest Hits Robbie Williams                            |                                        |          |